# Цзедун
Цзеду́н (кит. упр. 揭东, пиньинь Jiēdōng, буквально: «восток уезда Цзеян») — район городского подчинения городского округа Цзеян провинции Гуандун (КНР).

## История
Впервые уезд Цзеян (揭阳县) был создан в 111 году до н. э. после того, как империя Хань захватила Намвьет. Во времена империи Цзинь уезд был в 331 году расформирован.
Вновь уезд Цзеян был создан во времена империи Сун в 1140 году.
После вхождения в состав КНР уезд Цзеян оказался в составе Специального района Чаошань (潮汕专区). В 1952 году Специальный район Чаошань был расформирован, и уезд вошёл в состав Административного района Юэдун (粤东行政区). 
В конце 1955 года было принято решение о расформировании Административных районов, и с 1956 года уезд перешёл в состав нового Специального района Шаньтоу (汕头专区). В июле 1965 года западная часть уезда Цзеян была выделена в отдельный уезд Цзеси. В 1970 году Специальный район Шаньтоу был переименован в Округ Шаньтоу (汕头地区).
Постановлением Госсовета КНР от 13 июля 1983 года округ Шаньтоу был преобразован в городской округ Шаньтоу.
Постановлением Госсовета КНР от 7 декабря 1991 года уезды Цзеян, Цзеси, Пунин и Хуэйлай были выделены из городского округа Шаньтоу в отдельный городской округ Цзеян; уезд Цзеян был при этом разделён на район Жунчэн и уезд Цзедун.
Постановлением Госсовета КНР от 17 декабря 2012 года уезд Цзедун был преобразован в район городского подчинения.

## Административное деление
Район делится на 2 уличных комитета и 11 посёлков.